# Lee Chapman
Lee Chapman, né le 5 décembre 1959 à Lincoln, est un footballeur anglais. Il évoluait au poste d'attaquant. International anglais (Équipe B).

## Carrière
- 1978-1982 : Stoke City ( Angleterre).
  - → 1978-1979 : Plymouth Argyle ( Angleterre).
- 1982-1983 (déc. ): Arsenal ( Angleterre).
- 1983 (déc.) -1984 : Sunderland ( Angleterre).
- 1984-1988 : Sheffield Wednesday ( Angleterre).
- 1988-1988 (oct.)  : Chamois niortais FC ( France).
- 1988 (oct.) -1990 (janv.) : Nottingham Forest ( Angleterre).
- 1990 (jan.) -1993 : Leeds United ( Angleterre).
- 1993-1993 (sep.) : Portsmouth ( Angleterre).
- 1993 (sep.) -1995 (jan.) : West Ham ( Angleterre).
  - → 1995 (jan.) : Southend United ( Angleterre).
- 1995 (jan.) -1996 : Ipswich Town ( Angleterre).
  - → (jan.) 1996 : Leeds United ( Angleterre).
- (jan.) 1996 : Swansea City ( Pays de Galles).
- 1996 : Strømsgodset IF ( Norvège)

## Palmarès

### En club
- Champion d'Angleterre en 1992 avec Leeds United
- Vainqueur de la Coupe de la Ligue anglaise en 1989 avec Nottingham Forrest
- Vainqueur du Charity Shield en 1992 avec Leeds United
- Champion d'Angleterre de Division 2 en 1990 avec Leeds United

### En équipe d'Angleterre B
- 1 sélection en 1991